# Mi amor sin tiempo
Mi amor sin tiempo är en mexikansk telenovela som sändes på Las Estrellas från 2024, med Karla Esquivel, Andrés Baida, Leticia Calderón, Juana Arias, Mane de la Parra och Alejandro Camacho i huvudrollerna.

## Handling
Handlingen följer livet för tre kvinnor som tillhör samma familj som, i olika skeden av livet, möter en mycket liknande kärlekssituation. Alla tre är i till synes stabila relationer, men när äkta kärlek dyker upp i deras liv kommer det att leda till att de utmanar sig själva och gör saker de aldrig föreställt sig, till och med strider mot normerna i samhället de tillhör.

## Rollista (i urval)
- Karla Esquivel – Fátima
- Andrés Baida – Sebastián
- Leticia Calderón – Greta
- Juana Arias – Bárbara
- Mane de la Parra – Daniel
- Karyme Lozano – Renata
- Alejandro Camacho – Federico
- Michael Ronda – Adrián
- Yolanda Ventura – Lucía
- Luz María Jerez – Ana
- Alma Delfina – Jesusa
- Eric del Castillo – Álvaro
- Federico Ayos – Pablo
- Mauricio Abularach – Mario
- Damiana Bej – Triana
- Andrea de Fátima – Brenda
- Denia Agalianou – Carla
- Alejandra Andreu – Verania
- Paola Toyos – Genoveva
- Julia Argüelles – Carolina
- Rafaella Gavira Bigorra – Macarena
- Claudia Zepeda – Maricruz
- Raquel Morell – Maggie
- Laura Luz – Carmen
- María Marcela – Sara
- Roberto Mateos – José
- Ian Andrade – Remigio
- José Elías Moreno – Gonzalo
- Michel Duval – Claudio Altamirano